# البطولة الوطنية المجرية 1941–42
البطولة الوطنية المجرية 1941–42 (بالمجرية: 1941–1942-es magyar labdarúgó-bajnokság)‏ هو الموسم 39 من البطولة الوطنية المجرية. أشرف على تنظيمه اتحاد المجر لكرة القدم، وكان عدد الأندية المشاركة فيه 16، وفاز فيه نادي سيبيل ‏.